# Liste christdemokratischer Parteien
Diese Liste führt politische Parteien auf, die ganz oder zu einem nicht unbedeutendem Teil der christdemokratischen Ideologie und Bewegung folgen oder jeweils in ihrem Land Positionen vertreten, die mit der Christdemokratie im deutschen Sprachgebrauch vergleichbar sind und daher vereinfachend als christdemokratische Parteien bezeichnet werden.
Bei Parteien, die auch maßgeblich von einer anderen Ideologie oder politischen Richtung beeinflusst werden, ist diese mit aufgeführt.

## Christdemokratische Parteien in Europa
Der europäische Kontinent, inklusive der  EU-Mitglieder Zypern und Malta und inklusive der Staaten im Kaukasus.
- Albanien
  - Partia Demokristiane e Shqipërisë (PDK; Christdemokratische Partei Albaniens)
  - Partia Kristiane Demokrate e Shqipërisë (PKD;  Christlich-Demokratische Partei Albaniens),
- Andorra
  - Centre Demòcrata Andorra (CDA)
- Belarus:
  - Belaruskaja Chryszijanskaja Demakratyja (BChD)
  - Kansiervatyjuna-Chryscijanskaja Partyja BNF, konservativ
  - Partyja BNF, konservativ
- Belgien
  - Flandern: 
    - Christen-Democratisch en Vlaams (CD&V)

  - Wallonien: 
    - Les Engagés (LE)

  - Deutschsprachige Gemeinschaft: 
    - Christlich Soziale Partei (CSP), konservativ
    - Pro Deutschsprachige Gemeinschaft (ProDG), regionalistisch
- Bosnien und Herzegowina
  - Kroaten: Hrvatska demokratska zajednica Bosne i Hercegovine (HDZ; Kroatische Demokratische Gemeinschaft), national-konservativ
- Bulgarien
  - Sajus na Demokratitschnite Sili (SDS; Union Demokratischer Kräfte)
  - Demokrati sa Silna Balgarija (DSB; Demokraten für ein Starkes Bulgarien), konservativ
  - Balgarski Semedelski Naroden Sajus – Naroden Sajus (im Wahlbündnis Balgarski Naroden Sajus [BNS; Bulgarische Volksunion]), agrarisch-konservativ
- Königreich Dänemark
  - Dänemark:
    - Kristendemokraterne (KD)

  - Färöer: 
    - Miðflokkurin (MF)
- Deutschland
  - Aufbruch C – Christliche Werte für eine menschliche Politik (Aufbruch C), konservativ
  - Bündnis C – Christen für Deutschland (Bündnis C), konservativ
  - Christlich Demokratische Union Deutschlands (CDU), konservativ
  - Deutsche Zentrumspartei (ZENTRUM), konservativ
  - Bayern: Christlich-Soziale Union in Bayern (CSU), konservativ, regionalistisch
- Estland
  - Isamaa ja Res Publica Liit (Pro-Patria- und Res-Publica-Union; IRL): liberal-konservativ
- Europäische Union
  - Europäische Christliche Politische Bewegung (ECPM)
  - Europäische Volkspartei (EVP), konservativ
- Finnland
  - Kristillisdemokraatit (KD; Christdemokraten), konservativ
- Frankreich
  - Les Républicains (LR), liberal-konservativ, konservativ, gaullistisch, wirtschaftsliberal
- Georgien
  - Kristianul-Demokratiuli Modzraoba (KDM; Christlich-Demokratische Bewegung), wertkonservativ
- Griechenland
  - Nea Dimokratia (ND): liberal-konservativ
- Irland
  - Fine Gael (FG)
- Italien
  - Forza Italia (FI), liberal-konservativ, konservativ
  - Unione di Centro (UdC)
  - Popolari-Unione Democratici per l’Europa (UDEUR)
  - Südtirol: Südtiroler Volkspartei (SVP), regionalistisch, sozialdemokratisch
  - Trentino: Partito Autonomista Trentino Tirolese (PATT), regionalistisch
- Kroatien
  - Hrvatska demokratska zajednica (HDZ; Kroatische Demokratische Union), konservativ, nationalistisch
  - Hrvatska seljačka stranka (HSS; Kroatische Bauernpartei), agrarisch, konservativ
- Liechtenstein
  - Fortschrittliche Bürgerpartei in Liechtenstein (FBP), konservativ
  - Vaterländische Union (VU), liberal-konservativ
- Litauen
  - Tėvynės Sąjunga – Lietuvos krikščionys demokratai (TS-LKD; Vaterlandsunion – Litauische Christdemokraten), konservativ
  - Lietuvos lenkų rinkimų akcija (LLRA; Wahlaktion der Polen in Litauen), ethnisch (Polen)
- Luxemburg
  - Chrëschtlech Sozial Vollekspartei (CSV), konservativ
- Malta
  - Partit Nazzjonalista (PN), konservativ
- Moldawien
  - Partidul Liberal Democrat din Moldova (PLDM), liberal-konservativ
  - Partidul Popular Crestin Democrat (PPCD; Christlich-Demokratische Volkspartei)
- Montenegro
  - Narodna Stranka (NS; Volkspartei), national-konservativ, konservativ, unionistisch (Union mit Serbien)
  - Demokratska Srbska Stranka (DSS; Demokratische Serbische Partei), national-konservativ, unionistisch, ethnisch-serbisch
- Königreich der Niederlande
  - Niederlande
    - Christen-Democratisch Appèl (CDA)
    - ChristenUnie (CU), konservativ, orthodox protestantisch
    - Nieuw Sociaal Contract (NSC)
    - Staatkundig Gereformeerde Partij (SGP), christlich-fundamentalistisch, radikalkonservativ, ultraorthodox reformiert, theokratisch
- Nordmazedonien
  - Vnatrešna Makedonska Revolutionerna Organizacija – Demokratska Partija za Makedonsko Nacionalno Edinstvo (VMRO-DPMNE; Innere Mazedonische Revolutionäre Organisation  – Demokratische Partei für Mazedonische Nationale Einheit), konservativ, nationalistisch
  - Vnatrešna makedonska revolucionerna organizacija - Narodna partija (VMRO-NP; Innere Mazedonische Revolutionäre Organisation - Volkspartei), national-konservativ
- Norwegen
  - Kristelig Folkeparti (KRF)
- Österreich
  - Österreichische Volkspartei (ÖVP), konservativ, wirtschaftsliberal
  - Christliche Partei Österreichs (CPÖ), christlich-fundamentalistisch, theokratisch
  - Christliche Wählergemeinschaft (CWG), christlich-fundamentalistisch, theokratisch
- Polen
  - Platforma Obywatelska (PO), liberal-konservativ
  - Polskie Stronnictwo Ludowe (PSL), agrarisch, zentristisch
  - Prawo i Sprawiedliwość (PiS), national-konservativ, wertkonservativ
- Portugal
  - Centro Democrático e Social – Partido Popular (CDS-PP), konservativ
  - Partido Social Democrata (PSD), liberal-konservativ
- Rumänien
  - Partidul Național Liberal (PNL), liberal-konservativ
  - Partidul Național Țărănesc Creștin Democrat (PNȚCD; Nationale Bauernpartei - Christdemokraten)
- San Marino
  - Partito Democratico Cristiano Sammarinese (PDCS)
- Schweden
  - Kristdemokraterna (KD)
- Schweiz
  - Die Mitte, zentristisch
  - Evangelische Volkspartei (EVP), wertkonservativ, evangelikal
  - Obwalden: Christlichsoziale Partei Obwalden (CSP OW), regionalistisch
- Serbien
  - Demokratska stranka Srbije (DSS; Demokratische Partei von Serbien), konservativ
- Slowakei
  - Slovenska Demokraticka a Krestanska Unia (SDKU; Demokratische und Christliche Union)
  - Strana maďarskej komunity/Magyar Közösség Pártja (SMK-MKP; Partei der ungarischen Koalition), ethnisch (Ungarn), liberal-konservativ
- Slowenien
  - Slovenska Ljudska Stranka (SLS; Slowenische Volkspartei), konservativ
  - Nova Slovenija Krščanska ljudska stranka (NSi; Neues Slowenien – Neue Christliche Volkspartei)
- Spanien
  - Partido Popular (PP), konservativ
  - Asturien: 
    - Foro de Ciudadanos (FAC), regionalistisch, konservativ

  - Baskenland/Navarra:
    - Eusko Alderdi Jeltzalea-Partido Nacionalista Vasco (EAJ-PNV), separatistisch

  - Navarra: 
    - Unión del Pueblo Navarro (UPN), regionalistisch, konservativ

  - Katalonien: 
    - Unió Democràtica de Catalunya (UDC), regionalistisch
- Tschechien
  - Křesťanská a demokratická unie – Československá strana lidová (KDU-ČSL; Christlich-Demokratische Union - Tschechoslowakische Volkspartei)
- Ukraine
  - Blok Nascha Ukrajina – Narodna samooborona (Block Unsere Ukraine – Nationale Selbstverteidigung; NUNS), konservativ
  - Christijansko-demokratitschnij sojus (Christlich-Demokratische Union; ChDS), wertkonservativ
- Ungarn
  - Fidesz – Magyar Polgári Szövetség (Fidesz-MPSZ; Fidesz – Ungarischer Bürgerbund), konservativ, nationalkonservativ
  - Kereszténydemokrata Néppárt (KDNP; Christlich-Demokratische Volkspartei), wertkonservativ
- Vereinigtes Königreich
  - Christian Democratic Party (CDP; Christdemokratische Partei)
  - Christian Party (Christliche Partei)
    - Schottland
      - Scottish Christian Party (Schottische Christliche Partei)

    - Wales
      - Welsh Christian Party (Walisische Christliche Partei)

  - Christian Peoples Alliance (CPA; Christliche Volks-Allianz)
  - The Common Good (Das Gemeinwohl)
- Republik Zypern
  - Dimokratikos Synagermos (DISY; Demokratische Sammlungsbewegung)

## Christdemokratische Parteien auf anderen Kontinenten
- Argentinien: 
  - Partido Demócrata Cristiano (PDC)
- Australien: 
  - Christian Democratic Party (CDP; Christdemokratische Partei)
  - Family First Party (FFP), konservativ, christlich-fundamentalistisch
- Brasilien: 
  - Partido da Social Democracia Brasileira (PSDB), zentristisch, sozialdemokratisch, Mitglied der Christlich Demokratischen Internationale
  - União Brasil (UNIÃO), liberal-konservativ
- Chile: 
  - Partido Demócrata Cristiano de Chile (PDC), christdemokratisch, zentristisch, sozialdemokratisch, christlich-humanistisch, im Mitte-links-Bündnis Concertación
- Costa Rica: 
  - Partido Unidad Social Cristiana (PUSC)
- El Salvador: 
  - Partido Demócrata Cristiano (PDC)
- Indonesien: 
  - Partai Damai Sejahtera (PDS; Wohlstands- und Friedenspartei)
- Mexiko: 
  - Partido Acción Nacional (PAN), konservativ
- Neuseeland: 
  - United Future New Zealand (UF; United Future), konservativ, zentristisch
- Osttimor:
  - Partido Democrata Cristão (Osttimor) (PDC)
- Panama:
  - Partido Popular (PP)
- Peru: 
  - Partido Popular Cristiano (PPC), konservativ
- São Tomé und Príncipe
  - Acção Democrática Independente (ADI)
- Südafrika: 
  - African Christian Democratic Party (ACDP)
  - Christian Democratic Party (CDP; Christdemokratische Partei)
  - United Christian Democratic Party (UCDP)
- Venezuela: 
  - Comité de Organización Política Electoral Independiente (COPEI), im Bündnis Mesa de la Unidad Democrática (MUD)
  - Convergencia (CONVERGENCIA), im Bündnis Mesa de la Unidad Democrática (MUD)
  - Proyecto Venezuela (PRVZL), im Bündnis Mesa de la Unidad Democrática (MUD)

## Katholische Parteien
- Slowakei: Kresťanskodemokratické hnutie (KDH; Christlich-Demokratische Bewegung), katholisch-konservativ, wirtschaftsliberal

## Historische katholische und christdemokratische Parteien
- Belgien: Katholische Partei, Katholischer Block,  Christliche Volkspartei (1869–1972)

- DDR: Christlich-Demokratische Union Deutschlands (1945–1989)

- Frankreich: Mouvement républicain populaire (MRP, bis 1965 / 1978 / 1998)

- Italien: Democrazia Cristiana  (bis 1993)

- Niederlande: Katholieke Volkspartij (KVP, bis 1980)

- Polen: Zjednoczenie Chrześcijańsko-Narodowe (ZChN, 1989–2010)